# Mniobia setifera
Mniobia setifera is een raderdiertjessoort uit de familie Philodinidae. De wetenschappelijke naam van deze soort is voor het eerst geldig gepubliceerd in 1944 door Bartoš.